# Васкес, Хуан Габриэль
Хуа́н Габриэ́ль Ва́скес Веландия (исп. Juan Gabriel Vásquez Velandia, 1973, Богота) — колумбийский писатель, переводчик, журналист.

## Биография
В 1996—1998 жил в Париже, учился в Сорбонне. Потом в течение года жил в Бельгии, после чего переселился в Барселону, где жил до 2012. В настоящее время живет в Боготе.
Автор романов и новелл. Переводчик с английского и французского, автор биографии Дж. Конрада. Выступает как журналист в прессе Испании и Колумбии.

## Книги
- 2001: Los amantes de Todos los Santos (сборник рассказов, фр. пер. 2011, нем. пер. 2013)
- 2004: Los informantes (роман; по оценкам отечественной критики — крупнейшее событие в колумбийской прозе последней четверти века; фр. и голл. пер. 2008, англ. и итал. пер. 2009, нем. пер. 2010)
- 2007: Historia secreta de Costaguana (Тайная история Костагуаны, пер. Дарьи Синицыной, 2024), роман (ит. пер. 2008, пол. пер. 2009, фр. и голл. пер. 2010, англ. и нем. пер. 2011)
- 2007: Joseph Conrad: el hombre de ninguna parte (биография)
- 2009: El arte de la distorsión (эссе)
- 2009: Hiroshima y otros ensayos (эссе)
- 2011: El ruido de las cosas al caer, роман (премия издательства Альфагуара за роман, Дублинская литературная премия, 2014; фр. и итал. пер. 2012, англ. и пол. пер. 2013)
  - 2022: Шум падающих вещей, пер. Марии Малинской
  - 2022: Звук падающих вещей, пер. Михаила Кожухова
- 2011: La venganza como prototipo legal alrededor de la Ilíada, эссе
- 2013: Las reputaciones, роман
- 2015: La forma de las ruinas (Нетленный прах - 2021), роман
- 2017: Viajes con un mapa en blanco, эссе
- 2020: Volver la vista atrás (Оглянуться назад, пер. Дарьи Синицыной, 2025), роман
- 2023: La traducción del mundo, эссе
- 2024: Los nombres de Feliza, роман

## Признание
Лауреат нескольких национальных и испанских премий, включая премию Alfaguara (2011), премию Роже Каюа (2012) и Дублинскую литературную премию (2014). Книги писателя переведены на многие европейские языки. В 2007, в рамках Международной книжной ярмарки в Боготе, включен в число 39 наиболее многообещающих прозаиков Латинской Америки в возрасте до 39 лет (Даниэль Аларкон, Габриэла Алеман, Клаудия Аменгуаль, Йоланда Арройо Писарро, Альваро Бисама, Родриго Бланко Кальдерон, Леонардо Валенсия, Хуан Габриэль Васкес, Хорхе Вольпи, Гонсало Гарсес, Антонио Гарсия, Венди Герра, Хунот Диас, Славко Зупчич, Пабло Касакуберта, Пилар Кинтана, Жуан Паулу, Адриана Лисбоа, Педро Майраль, Роландо Менендес, Фабрисио Мехия Мадрид, Сантьяго Назарьян, Гуадалупе Неттель, Андрес Неуман, Хосе Перес Рейес, Эна Лусия Портела, Сантьяго Ронкальоло, Алехандро Самбра, Рикардо Сильва Ромеро, Вероника Стиггер, Карла Суарес, Иван Тайс, Карлос Уинтер Мело, Антонио Унгар, Эдуардо Хальфон, Родриго Хасбун, Хон Хуньелес, Альваро Энриге, Клаудия Эрнандес Архивная копия от 10 октября 2013 на Wayback Machine).